# San Pedro Street (métro de Los Angeles)
Pour les articles homonymes, voir San Pedro.
San Pedro Street est une station du métro de Los Angeles située au sud du Downtown et desservie par les rames de la ligne A.

## Localisation
Station du métro de Los Angeles située en surface, San Pedro Street est située sur la ligne A. Elle est située près de l'intersection de Washington Boulevard et de San Pedro Street à Los Angeles.

## Histoire
San Pedro Street a été mise en service le 14 juillet 1990.

## Service

### Accueil

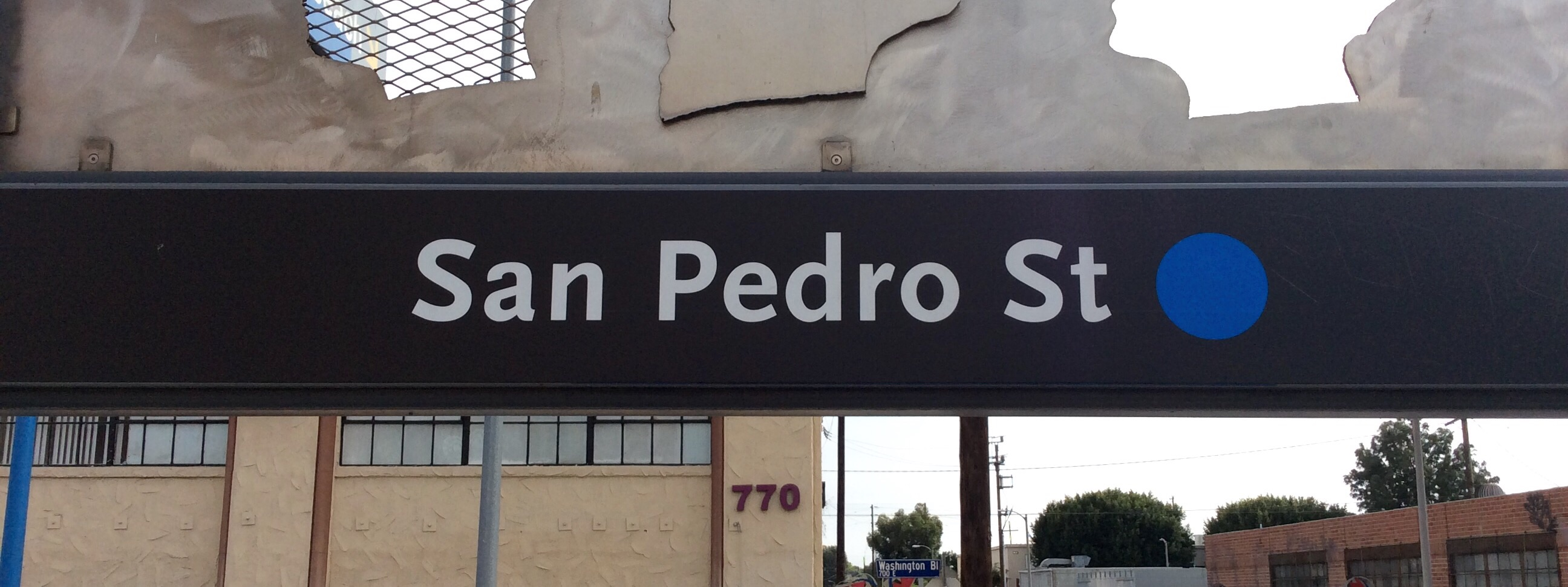
Signalétique.

### Desserte
San Pedro Street est desservie par les rames de la ligne A du métro.

### Intermodalité
La station est desservie par les lignes d'autobus 51, 52 et 351 de Metro.